# Gyrineum perca
Gyrineum perca là một loài ốc biển săn mồi, là động vật thân mềm chân bụng sống ở biển trong họ Ranellidae, họ ốc tù và..

## Hình ảnh

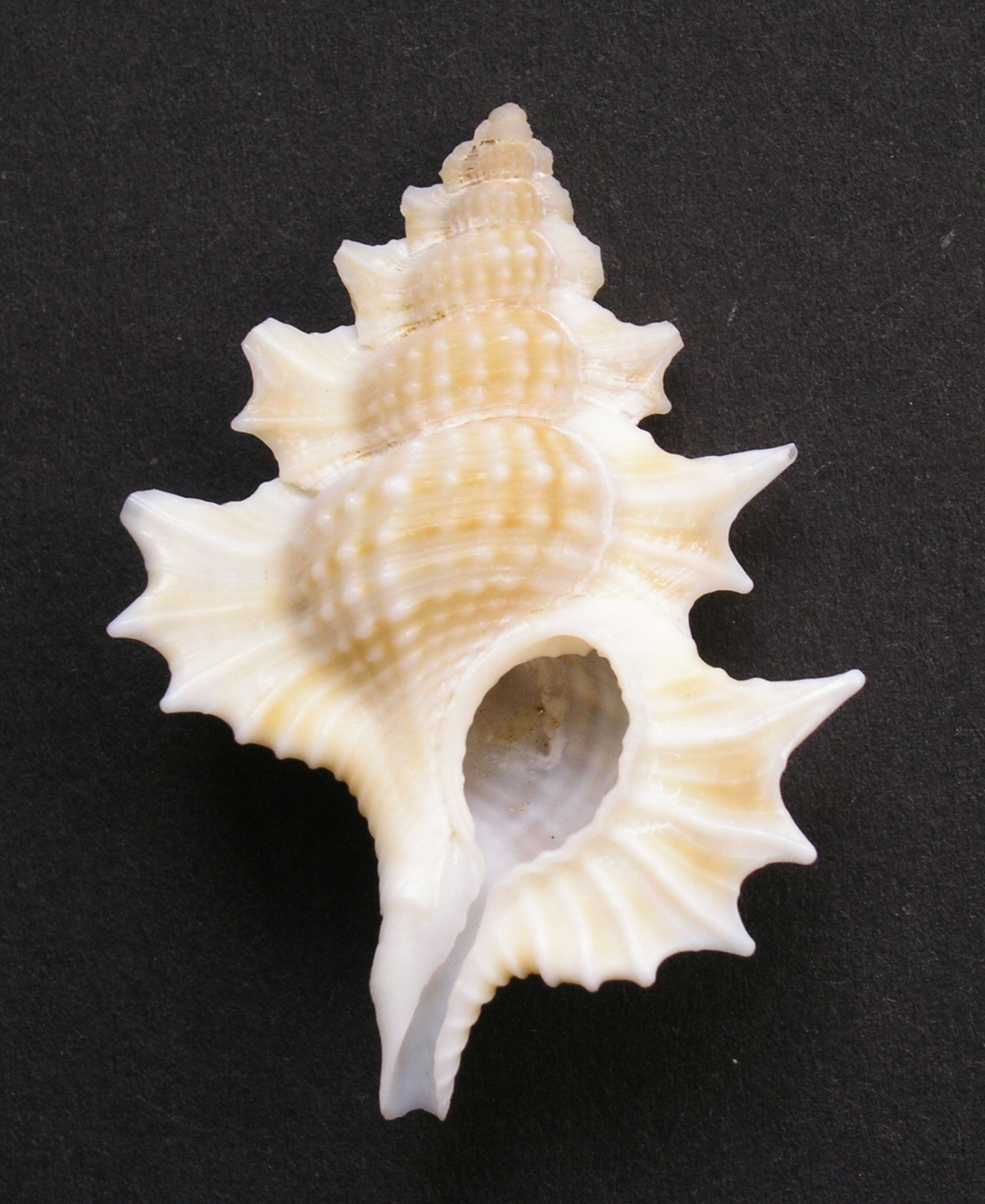
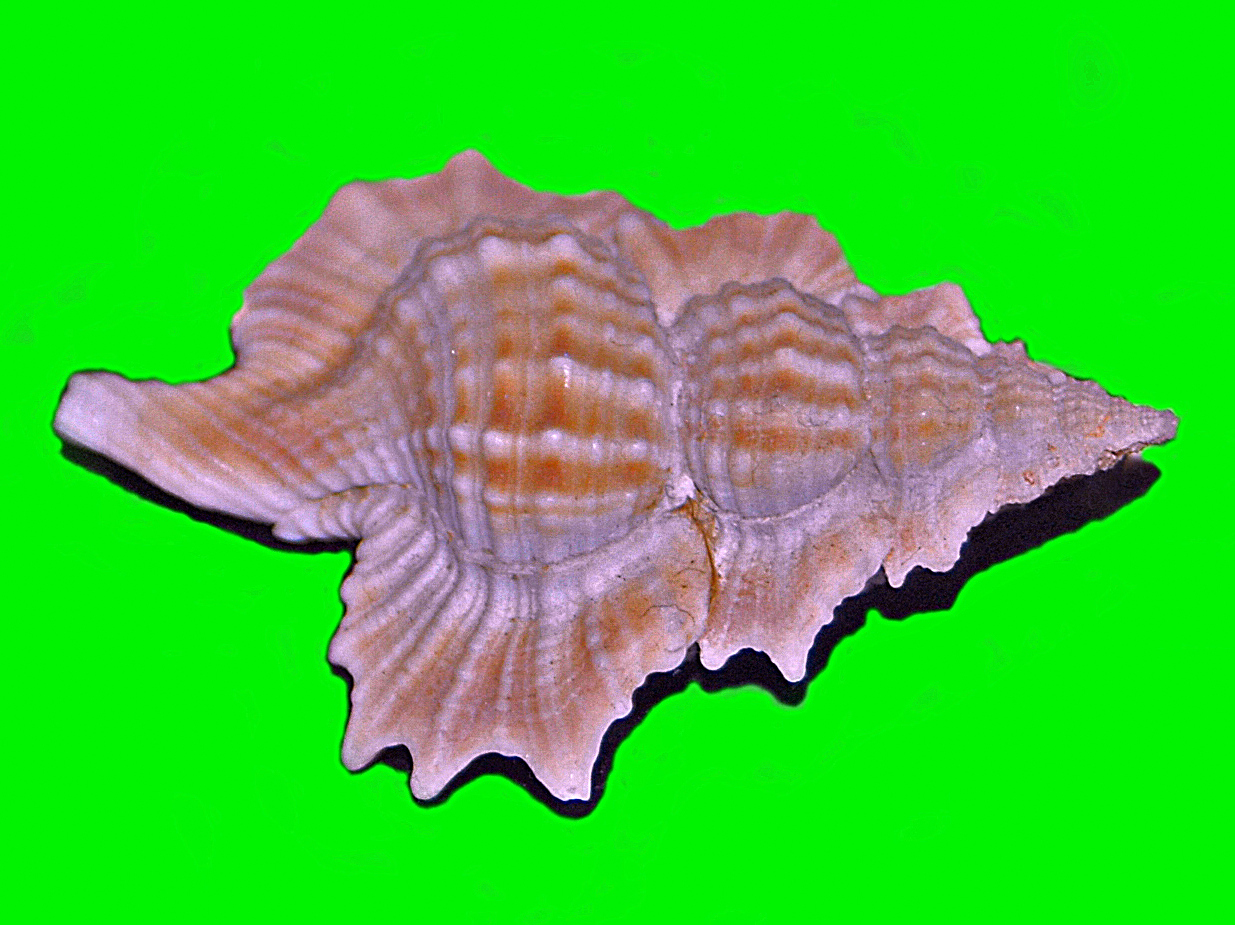
Vỏ ốc Gyrineum perca